# Onthobium caledonicus
Onthobium caledonicus är en skalbaggsart som beskrevs av Renaud Maurice Adrien Paulian 1935. Onthobium caledonicus ingår i släktet Onthobium och familjen bladhorningar.
Artens utbredningsområde är Nya Kaledonien. Inga underarter finns listade i Catalogue of Life.